# サンラブ
モーテン・フルリー（Morten Furuly、1975年11月13日 - ）、別名サンラブ (Sanrabb)は、ノルウェーのブラックメタルミュージシャン。ブラック/デスメタル・バンド、ゲヘナの創設メンバーの一人である。

## バイオグラフィ
サンラブは1993年、ドルガーとサー・ヴェレダと共にゲヘナを結成した。彼はゲヘナの全リリースにボーカルとギタリストとして参加している。1999年から2003年の間、バンドの存続が不透明だった時期には、サンラブはゲヘナのプロジェクトに積極的に参加していた唯一のメンバーだった。
サンラブはゲヘナ以外にもいくつかのエクストリームメタル・バンドで演奏しており、メイヘムやサテリコンといったバンドではセッションライブギターを担当したこともある。

## 参加バンド

### 現在
- ゲヘナ - 1993–present (ボーカル, ギター)
- Throne of Katarsis - 2009–present (ベース)

### 過去
- Neetzach - 1993-1994 (ギター)
- Forlorn - 1996-1999 (ボーカル)
- サテリコン - 1999 (セッション・ライブ・ギター)
- Mëkanïk - 2000 (ギター)
- Cobolt 60 - 2002 (セッション・ライブ・ボーカル&ベース)
- Shadow Season - 2003 (スタジオ・ゲスト・ボーカル)
- メイヘム - 2004 (セッション・ライブ・ギター)
- Nattefrost - 2005 (スタジオ・ゲスト・ボーカル)
- 122 Stab Wounds
- The Deviant
- Haggis
- Blood Red Throne

## ディスコグラフィ

### ゲヘナ
- Black Seared Heart (demo) (1993)
- Ancestor of the Darkly Sky (7") (1993)
- First Spell (1994)
- Seen Through the Veils of Darkness (The Second Spell) (1995)
- Malice (1996)
- Black Seared Heart (Re-release of the 1993 demo, with bonus tracks) (1996)
- Deadlights (EP) (1998)
- Adimiron Black (1998)
- Murder (2000)
- WW (2005)
- Unravel (2013)

### Neetzach
- Pinseltronen (demo) (1995)

### Forlorn
- Forlorn (demo) (1996)
- The Crystal Palace (1997)

### Shadow Season
- The Frozen (2003)

### Nattefrost
- Terrorist - Nekronaut Pt. 1 (2005)

### Mëkanïk
- Dër Mëkanïk Grööves (EP) (2008)

### Throne of Katarsis
- Profetens siste vandring (single) (2011)
- Ved graven (2011)
- The Three Transcendental Keys (2013)